# 어웨이 프롬 허
《어웨이 프롬 허》(영어: Away from Her)는 2006년에 개봉한 캐나다 영화이다. 앨리스 먼로의 단편소설을 바탕으로 제작되었다.

## KBS 성우진 (2009년 4월 3일)
- 이선영 - 피오나 앤더슨(줄리 크리스티)
- 유해무 - 그랜트 앤더슨(그든 피센트)
- 최문자 - 메리언(올림피아 듀카키스)
- 송덕희 - 매들린(웬디 크류슨)
- 장우영 - 크리스티(크리스튼 톰슨)
- 이호인 - 프랭크(론 헤왓)
- 구민선 - 모니카(니나 도브레브)
- 송정희 - 피셔(앨버타 왓슨)
- 이지환 - 윌리엄 하트(토마스 호프)